# Грива (Гомельський район)
Грива (біл. Грыва) — селище в Поколюбицькій сільській раді Гомельського району Гомельської області Республіки Білорусь.

## Географія

### Розташування
За 8 км на північ від Гомеля.

## Транспортна мережа
Транспортні зв'язки степовою дорогою. Автомобільна дорога Хальч — Гомель. Планування складається із близької до прямолінійної вулиці майже широтної орієнтації. Забудова двостороння, дерев'яна, садибного типу.

## Історія
Засноване в другій половині XIX століття переселенцями із сусідніх сіл. Найбільш активна забудова припадає на 1920-ті роки. У 1926 році у Лопатинській сільраді Гомельського району Гомельського округу. 1931 року жителі вступили до колгоспу. Під час німецько-радянської війни у жовтні 1943 року німецькі окупанти спалили 63 двори. 1959 року у складі господарства «Лопатинське» (центр — село Лопатине).

## Населення

### Чисельність
- 2004 рік — 72 господарства, 223 мешканці.